# 内伦
内伦（發音：[ˈneːʁən]）是德国巴登-符腾堡州蒂宾根行政区蒂宾根县的市镇，面积8.58平方千米，2023年12月31日人口为4,580人。